# Детская игра (фильм, 1972)
«Детская игра» (англ. Child’s Play) — американская мистическая драма режиссёра Сидни Люмета по одноимённой пьесе Роберта Мараско (1970). Премьера фильма состоялась 12 декабря 1972 года.

## Сюжет
В привилегированной школе для мальчиков появляется новый учитель физкультуры. Вскоре он втягивается во вражду между двумя его старшими коллегами. Постепенно он понимает, что в школе не так тихо и спокойно, как кажется.

## В ролях
- Джеймс Мэйсон — Джером Молли
- Роберт Престон — Джозеф Доббс
- Бо Бриджес — Пол Рейс
- Рон Уэйанд — отец Моциан
- Чарльз Уайт — отец Гриффин
- Дэвид Раундс — отец Пенни
- Кейт Харингтон — миссис Картер

## Съёмочная группа
- Режиссёр-постановщик: Сидни Люмет
- Сценарист: Леон Прочник
- Продюсер: Дэвид Меррик
- Композитор: Майкл Смолл
- Оператор-постановщик: Джеральд Хиршфелд
- Монтажёры: Джоанна Бёрк, Эдвард Варшилка

## Номинации
1973 - Номинация на премию Сообщества кинокритиков Нью-Йорка в категории «Лучший актёр» — Джеймс Мэйсон